# 伯南布哥文理中学
伯南布卡诺文理中学（葡萄牙语：Ginásio Pernambucano）是伯南布哥州累西腓的一所公立文理中学，于1825年建校，是巴西历史最悠久的学校。1855年5月14日起使用现名。两个校园都位于累西腓历史中心圣阿马罗（Santo Amaro）社区，一个在奥罗拉街（Rua da Aurora），另一个在克鲁兹·卡布奇大道（Avenida Cruz Cabugá）。
该校的著名校友包括女作家克拉丽斯·利斯佩克托、总统埃皮塔西奥·达席尔瓦·佩索阿等。